# Hermann Wichers
Hermann Wichers (* 14. Juni 1958 in Meppen) ist ein deutsch-schweizerischer Historiker und Archivar.
Wichers studierte Geschichte und Sozialwissenschaften an den Universitäten Darmstadt und Bonn und promovierte 1993 zum Dr. phil. an der Universität Basel mit einer Arbeit über Deutsche Sozialisten im Schweizer Exil, 1933–1940. Von 1991 bis 1996 war Wichers Assistent am Historischen Seminar derselben Universität. Seit 1996 war er als Archivar (Leiter Benützung und Bibliothek) am Staatsarchiv Basel-Stadt tätig; zudem seit 2012 Lehrbeauftragter am Departement Geschichte der Universität Basel.
Mit Hans Berner und Claudius Sieber-Lehmann veröffentlichte Wichers 2008 bzw. 2012 (2. Auflage) eine Kleine Geschichte der Stadt Basel. Er war Redaktor der Basler Zeitschrift für Geschichte und Altertumskunde.
Er ist auch Verfasser zahlreicher Personenartikel im Historischen Lexikon der Schweiz.